# Sabulodes arsesaria
Sabulodes arsesaria là một loài bướm đêm trong họ Geometridae.